# Шерпа (мова)
Шерпа (самоназва, тибетське письмо: ཤེརཔཱ, деванагарі: शेर्पा; також Sharpa, Sharpa Bhotia, Xiaerba, Serwa) — сино-тибетська мова, якою розмовляють представники народу шерпа, що мешкають переважно на території Непалу та індійського штату Сіккім. Число носіїв у Непалі близько 130 тис. (перепис 2001 року), в Індії близько 20 тис. (1997), в Тибеті (КНР) близько 800 (1994).
| Прапор Індії | Це незавершена стаття про Індію. Ви можете допомогти проєкту, виправивши або дописавши її. |

| Прапор Непалу | Це незавершена стаття про Непал. Ви можете допомогти проєкту, виправивши або дописавши її. |